# I due saltimbanchi
I due saltimbanchi o Arlecchino e la compagna è un dipinto a olio su tela realizzato nel 1901 dal pittore spagnolo Pablo Picasso. È conservato nel Museo Puškin di Mosca.
Il quadro ha molti punti di contatto con l'Arlecchino pensoso, primo fra tutti il soggetto circense, molto amato dall'artista. I due personaggi, pur essendo vicini fisicamente, non comunicano e sembrano essere distanti poiché ognuno è assorto nei propri pensieri.